# Johann Baas
Johann Baas (* 16. November 1868 in Worms; † 29. Juli 1956 ebenda) war ein deutscher Gewerkschaftsfunktionär und Opfer des Nationalsozialismus.

## Leben
Johann Baas wuchs als Sohn eines katholischen Paares auf. Er lernte Maurer und begann sich politisch und gewerkschaftlich zu engagieren. So gehörte er der SPD an und war Mitglied des Deutschen Bauarbeiter-Verbands (DBV). Er wurde am 20. August 1922 hauptamtlicher Gewerkschaftsfunktionär. Unter seiner Leitung wurden der DBV, der 
Zentralverband der Glaser und verwandten Berufsgenossen Deutschlands, der Zentralverband der Töpfer und Berufsgenossen Deutschlands zum Deutschen Baugewerksbund (DBB) fusioniert. 1924 kamen noch der Zentralverband der Asphalteure und Pappdachdecker Deutschlands und 1931 der Zentralverband der Dachdecker Deutschlands hinzu. Er beteiligte sich am Arbeitskampf sowie an den Tarifverhandlungen in einer wirtschaftlich gesehen schwierigen Zeit. Am 31. Dezember 1932 ging er in den Ruhestand.
Am 2. Mai 1933 zerschlugen die Nationalsozialisten die Gewerkschaften und ihren Dachverband Allgemeiner Deutscher Gewerkschaftsbund (ADGB). So verlor Baas seine Rentenansprüche. Am 7. Mai 1933 wurde er verhaftet und einen Tag später in das zwei Monate vorher errichtete KZ Osthofen gebracht. Die Nationalsozialisten rächten sich damit an ihm, da er während der sogenannten Kampfzeit gegen Nationalsozialisten vorgegangen war. Dabei wurde er zwei Mal wegen Körperverletzung verurteilt. Insgesamt wurde er bis zum 9. Juni 1933 in Haft geführt, aber bereits am 3. Juni „beurlaubt“.
1935 schloss er sich einer Sammelklage gegen die Deutsche Arbeitsfront als Rechtsnachfolgerin der Gewerkschaften vor dem Amtsgericht Berlin an und versuchte eine Einsetzung seiner Rente zu erwirken. Letztlich wurde ihm eine Einmalzahlung von 402 Reichsmark zugesprochen. Gegen dieses Urteil legte er Revision ein, so dass ihm zusätzlich 802 RM zugesprochen wurden. Er hielt sich den Rest des Dritten Reichs mit einem Aushilfsjob in der Gaststätte seines Sohnes, der zur Wehrmacht eingezogen war, über Wasser.
Nach dem Zweiten Weltkrieg bewarb er sich bei einer Betreuungsstelle für die Opfer des Faschismus. Er wurde anerkannt und erhielt eine monatliche Grundrente sowie einen Kuraufenthalt. Auch der wieder gegründete ADGB wurde, nach mehreren Rechtsstreitigkeiten, zu einer Zahlung verpflichtet. Es folgten weitere Rechtsstreitigkeiten, um die Fortzahlung seiner Rente, der Haftentschädigung sowie der ausgefallenen Zahlungen in den Jahren 1933 bis 1945, da die Zuständigkeiten mehrfach wechselten, zu erwirken. Letztlich bekam er lediglich 150 DM Haftentschädigung zugesprochen. Hinzu kam eine freiwillige Zahlung vom DGB und eine niedrige Altersrente.
Baas starb verarmt am 29. Juli 1956 im Alter von 87 Jahren.

## Privatleben
Johann Baas war seit 1891 verheiratet. Aus der Ehe gingen acht Kinder hervor.